# Bruno Alves de Souza
Bruno Alves de Souza oder kurz Bruno Alves (* 13. September 1992 in Seabra, Bahia) ist ein brasilianischer Fußballspieler.

## Karriere
de Souza startete seine Profikarriere bei Macaé Esporte FC und wechselte zum Jahresanfang 2015 zu Náutico Capibaribe.
Zur Rückrunde der Saison 2015/16 verpflichtete ihn aus der türkischen TFF 1. Lig der nordtürkische Vertreter Giresunspor und verließ diesen am Saisonende wieder. Er kehrte in seine Heimat zurück und tingelt dort seitdem durch unterklassige Klubs.